# Nevěstinec

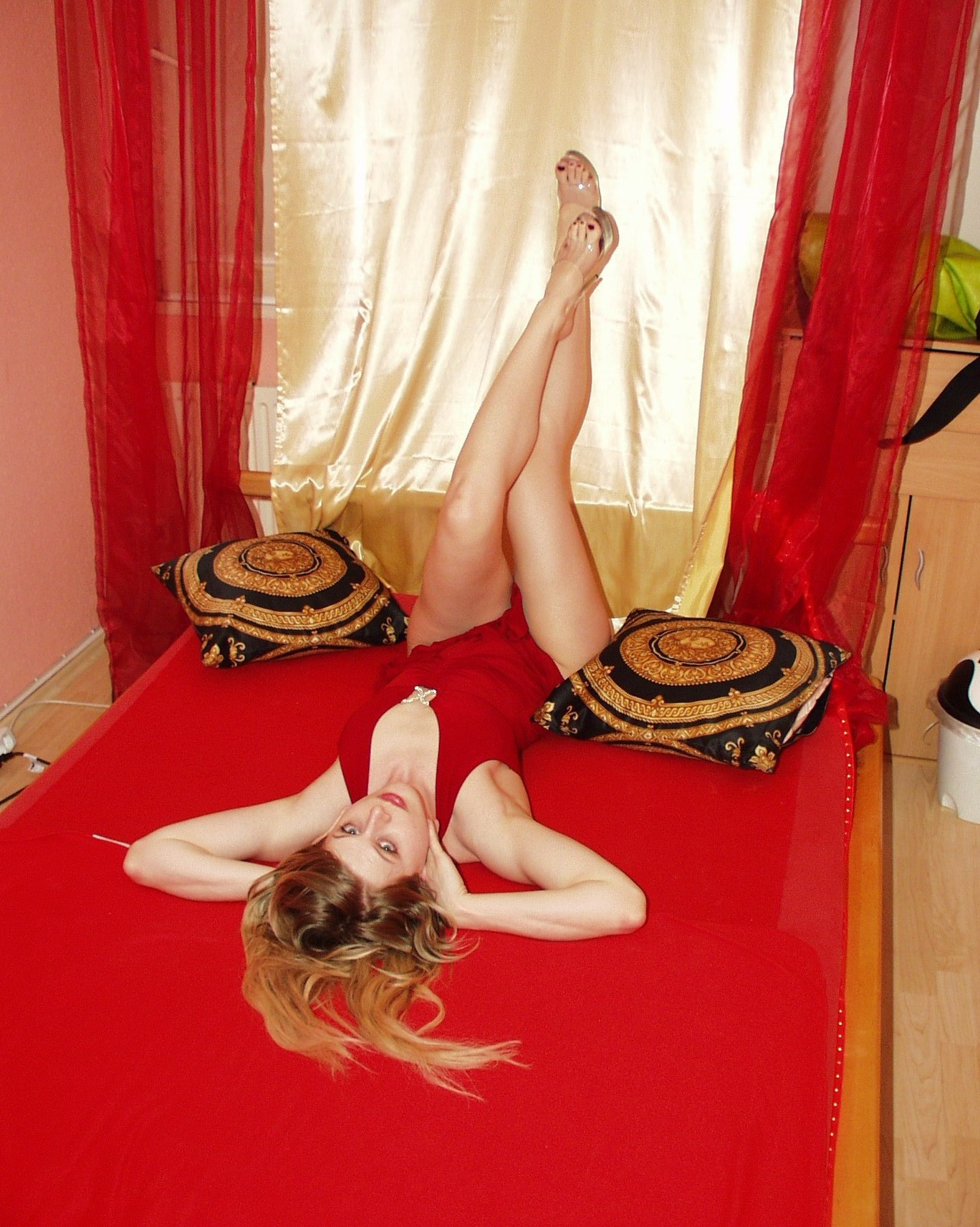
Červená barva symbolizuje (mimo jiné) vášeň a sexuální touhu, proto je spojována s nevěstinci.

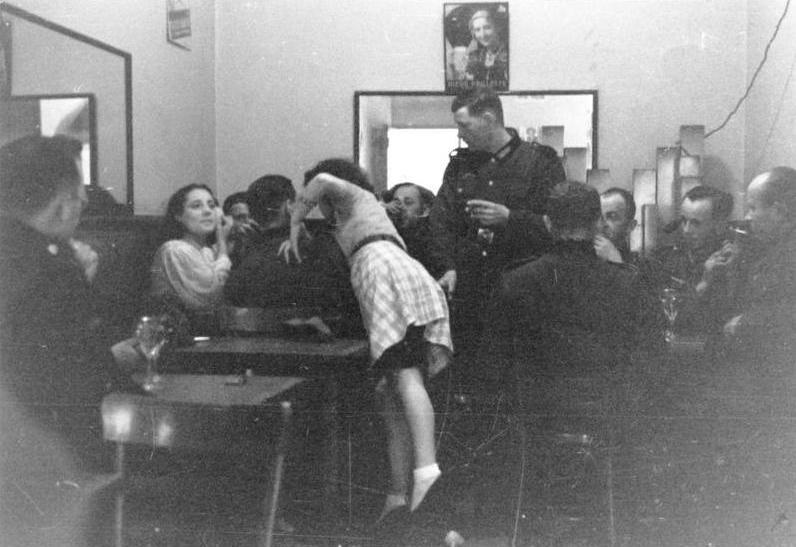
Vykřičený dům speciálně pro potřeby vojáků Wehrmachtu

Nevěstinec, vykřičený dům, veřejný dům, dům radosti, dům rozkoše, erotický klub, knižně lupanar, lupanár či lupanarium, hovorově často bordel či hampejz je budova používaná k poskytování zejména sexuálních služeb za úplatu, tedy k prostituci. Poskytuje prostitutkám (či prostitutům) místo k setkávání a provozování sexuálních praktik s klienty. V některých zemích jsou legální licencované nevěstince, jinde je prostituce zakázána a postihována, jinde podléhá pouze určitým regulacím a například masážní salony mohou sloužit tomuto účelu.
- Slovo nevěstinec nepochází přímo od slova nevěsta, nýbrž nevěstka, což je starší označení pro prodejnou ženu.
- Slovo „bordel“ přešlo do češtiny ze staré francouzštiny prostřednictvím němčiny. Původně to znamenalo „bouda z prken“, bordum (prkno) ale zase bylo germánského původu.[2][3] Říkalo se tak veřejnému domu, nevěstinci. Z franštiny se přes ostatní románské jazyky toto slovo stalo mezinárodním pojmem. V české hovorové mluvě patří k hodně frekventovaným slovům; kromě nevěstince také pro označení nepořádku, neklidu, neladu, podvodu, zmatku, chaosu a nečistoty či špinavostí v tom nejširším slova smyslu.
- Starší označení lupanarium a jeho odvozeniny jsou přímým převzetím termínu, užívaného v latině (lupa v latině kromě významu vlčice ještě označuje prodejnou ženu, prostitutku).[4][5]
- Jiné starší označení hampejz není příliš jasné, vykládá se ze středověké hornoněmčiny – hanenbiz (v současné němčině Hahnenbiss) znamená kohoutí kousnutí. To je interpretováno tak, že na středověkých nevěstincích býval obrázek kohouta kopulujícího se slepicí.[2]

## Obchodní modely
Nevěstince jsou organizovány podle různých obchodních modelů.
- Někdy jsou osoby zadržovány bez možnosti odejít a nuceny k sexuálním službám pod hrozbou násilí a jiných trestů. Jejich podíl na vydělaných penězích je minimální nebo žádný. Tato forma řízení prostituce je považována za obchod s lidmi – organizovaný zločin. Objevuje se zejména (ačkoli ne výlučně) v zemích, kde je prostituce tvrdě postihována.
- Jinde jsou prostitutky či prostituti zaměstnáni. Dostávají stálý plat a podíl z peněz, které díky nim zákazník utratí.
- Další možností je, že peníze za sexuální služby dostává přímo prostitut(ka), která pak platí majiteli nevěstince za využívání prostor. Majitel je tak zcela mimo finanční transakce mezi prostitutkou a zákazníkem, což mu zajišťuje určitý právní odstup. Používá se proto v zemích, kde je prostituce zakázána.